# Leuctra franzi
Leuctra franzi är en bäcksländeart som beskrevs av Aubert 1956. Leuctra franzi ingår i släktet Leuctra och familjen smalbäcksländor.

## Underarter
Arten delas in i följande underarter:
- L. f. paenibaetica
- L. f. franzi